# 孙毓骥
孙毓骥（？—？），字展云，号孟远，直隶盐山（今河北盐山）人，是一名清朝政治人物。
孙毓骥曾于1895年接替张枢任嘉定县知县一职，1896年由章鸿森接任。又曾官金匮县知县。工篆书。